# AAV-7兩棲突擊車
AAV-7兩棲突擊車是美國海軍陸戰隊一款全履帶式兩棲登陸戰車，由FMC公司所製造。本車現為美國海軍陸戰隊的主要兩棲兵力運輸工具，水平線外「艦—岸」登陸運動中，AAV-7扮演由兩棲登陸艦艇上運輸登陸部隊及其裝備上岸的角色；登陸上岸後，登陸部隊則將其當作一輛裝甲運兵車使用，為其提供戰場火力支援。

## 發展歷程
原名稱「LVTP-7」計畫自1964年3月開始，由FMC公司（目前為BAE公司陸地系統部門）得標，在1966年2月進入工程開發階段，1967年9月完成了15輛原型車提供美國海軍陸戰隊測試，原型車稱為LVPTX12（Landing Vehicle Personnel Tracked Experimental, Model 12）。原型車的測試至1969年9月完成，於1970年6月正式採用，該月FNC公司得到7,850萬美金的訂單，生產942輛未裝備砲塔的車體。1971年8月，第一批LVPT-7解繳給美軍開始換裝，1972年在美國海軍陸戰隊正式成軍，逐步汰換當時仍使用中的 LVTP-5 登陸車。LVTP-7為鋁合金焊接車體打造的兩棲履帶車，車尾裝有2具噴水推進器，陸地最高時速72公里，水上極速13公里/小時，一般可在3級海象以下進行兩棲登陸。武裝只配備一座裝有M85重機槍的砲塔，同時缺乏核生化防護設備，生產到1974年便停產。
由於1970年代的兩棲車輛開發方案觸礁，從1977年3月，FMC公司接獲美國海軍陸戰隊計畫為14輛LVTP-7提供現代化升級測試；1982 年，FMC 公司與美國海軍陸戰隊簽訂LVTP-7服役壽命延長計畫（Service Life Extension Program，SLEP）的合約，主要項目包括更換改良型的引擎、傳動系統與武器系統，以及提升車輛的整體可靠性。原本的GM 8V53T引擎更換為康明斯（Cummins）公司VT400柴油引擎，傳動系統也更換為FMC公司的HS-400-3A1，原本配備M85重機槍的凱迪拉克公司製液壓砲塔也被使用電力驅動並配備夜視鏡的新型複合槍塔取代，並導入核生化防護設備。
除了現有車輛的翻修之外，從1981財年度美軍重開LVTP-7生產線生產了329輛AAV-7系列，從1983年6月開始運交到1986年最後一批交貨，在1984年中最大產能時曾達到一個月50輛的交貨速度，在翻新時也美軍也更改了裝備代號，1985年起更名為AAV-7A1（Amphibious Assault Vehicle，personnel, model 7 Advanced 1）。在1991年後，AAV-7A1導入由以色列拉斐爾公司開發的增強適形裝甲套件（Enhanced Applique Armour Kit，EAAK裝甲），此外附裝甲使AAV-7的防禦力提升自可抵禦14.5×114mm重機槍穿甲彈在300公尺以外的直擊或155公厘砲彈破片
1997年，BAE陸地系統部門獲得AAV-7翻修合同，稱為RAM/RS計畫（Reliability, Availability and Maintainability/Rebuild to standard）。由於在1990年代以後AAV-7強化了武裝與外掛裝甲，使得車輛的基本性能下滑，因此RAM/RS最重要的改良便是BAE將M2步兵戰鬥車的柴油引擎改裝在AAV-7上，此項改裝讓AAV-7回復設計應有的機動性能。第一批翻修後的AAV-7自1999年重新回到美國海軍陸戰隊服役，計畫中總共翻修了680輛AAV-7；但除了美國之外，尚有部分國家購買升級套件自行改裝，或是直接以此項規格新造，如南韓。
2013年7月，美國海軍陸戰隊規劃對旗下AAV-7再度翻修，翻修計畫稱為極限重置（limited reset）；翻修目標並非升級，而是藉由更換或修復將壽限將至的部分恢復載具應有性能，讓整個AAV-7車隊可以服役到2030年。翻修計畫預定於2016年開始，以每年96輛的進度翻修1064輛AAV-7；這些翻修車輛將有四成會進一步接受提高生存率的改良方案。2013年10月29日，美國海軍陸戰隊提出AAV-7的改良需求書，計畫改善腹部及側面的防護力，以及安裝整合型抗爆座椅與防剝落襯層（spall liner）減少乘員遭殺傷機率；合約將在2014年春季簽訂，得標者將取得8-10輛的翻修車改裝其規劃的改良套件，如計畫順利將進一步獲得16輛先導改良車訂單，通過後將於2018至2023財年撥款改良396輛AAV-7，每年改裝量將在22輛至96輛間。接受這個改良項目的AAV-7稱為AAV-SU，雖然性能滿足需求，但是美國海軍陸戰隊決定放棄改良，將經費挪用至增購ACV兩棲戰鬥車項目。
除了繼續翻修之外，美國海軍研究實驗室正研究含聚脲的特殊橡膠塗層，同時可兼顧防腐蝕及防彈效果，協助現役AAV-7鋁合金車體壽命可繼續到2035年。

## 衍生型
目前有三種AAV-7A1的衍生型： 
- AAVP-7A1人員運輸車
- AAVC-7C1指揮車：無砲塔，內部運兵空間改裝通信設備，故無運兵功能，車內乘員除駕駛3人，艙內則配屬5位無線電操作手，3位工作人員，2名指揮官。 此版本的VIC-2車內無線電只能提供2名駕駛對話，後方通信裝置則裝了2組VRC-92，1組VRC-89無線電架提供最多同時6台無線電機維持所轄部隊通信，無線電機則使用PRC-103特高頻無線電或MRC-83高頻無線電，並由MSQ作戰指揮站將多部無線電整合至同一平台運用。由於美軍無線電機更新之故，無線電機目前更換為可利用甚高頻/特高頻/衛星通信的PRC-117跳頻無線電機，以及PRC-150高頻無線電機。
- AAVR-7A1兩棲救濟車 ：配備可360度旋轉的液壓伸縮吊車與液壓絞盤，吊車吊臂有三個長度模式：1.9、3、6.6公尺，分別可吊運8.6、5.4、2.7公噸。絞盤拉力則是13.6公噸。可拖救30噸以下的各型裝甲載具。

AAVP-7A1是最主要的車型，擁有運載25名全副武裝陸戰隊員的能力。AAVP-7A1的乘組員共3名，分別是車長、駕駛和砲手。
AAVP-7A1已修改為可使用Mk 154地雷清除套件（Mine Clearance Line Charge, MCLC）。該套件可以發射 3條內含炸藥的導爆索，以清除沙灘上可能埋藏的地雷或其他障礙物。MCLC套件已在1991年的第一次海灣戰爭和2003年的自由伊拉克作戰中展現其價值。
1970年代，美國陸軍曾使用LVT-7作為機動測試載具（Mobile Test Unit，MTU），以試驗陸基防空高能雷射的作戰效益。在紅石陸軍測試場多次的成功測試之後，這套雷射系統據信已轉交給美國國家航空及太空總署（NASA）進一步測試。

## 戰鬥記錄

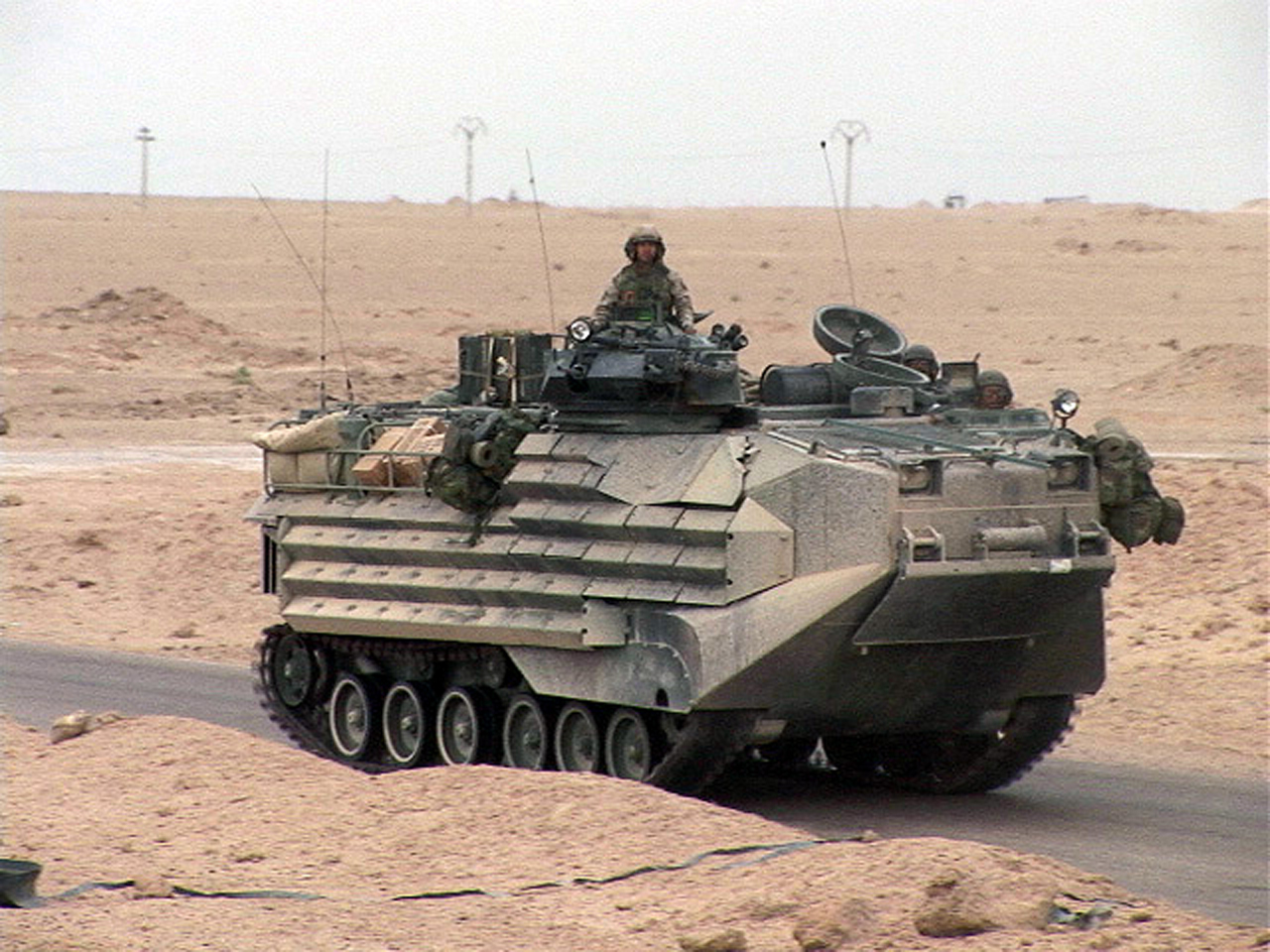
美國海軍陸戰隊的AAV-7，伊拉克

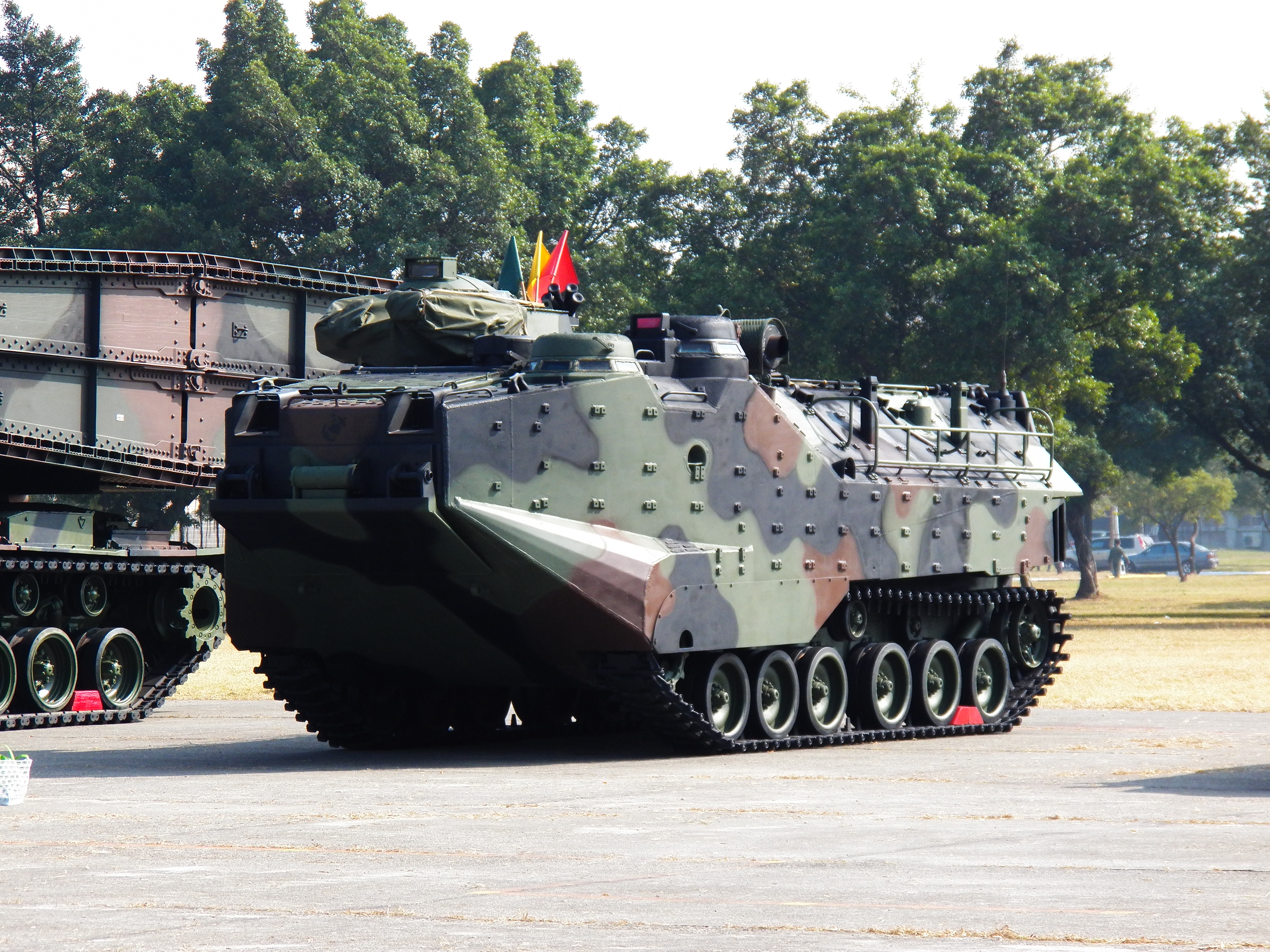
中華民國海軍陸戰隊的AAV-7

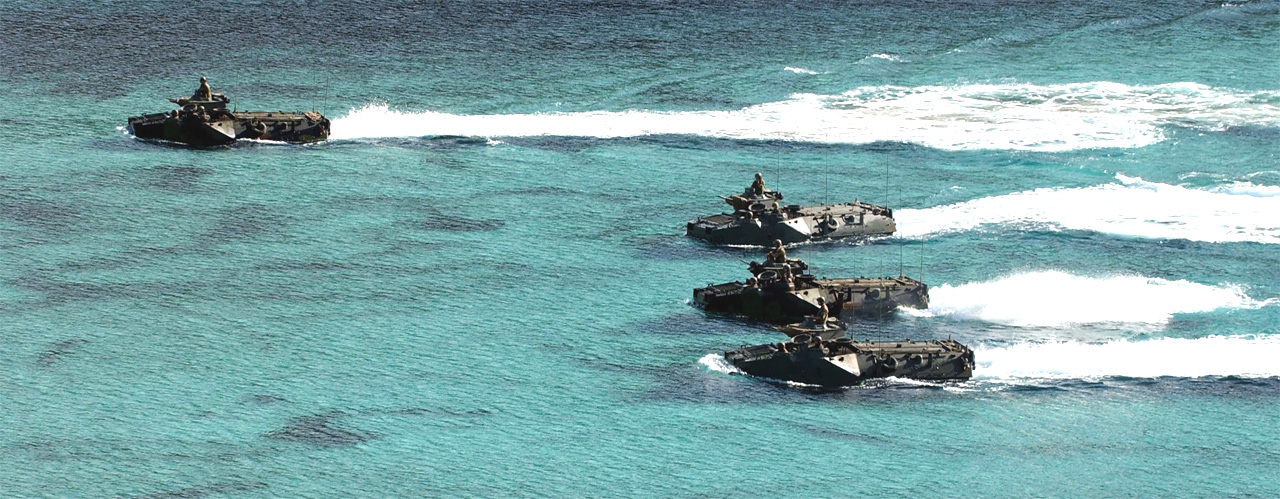
義大利軍隊的AAV-7演習

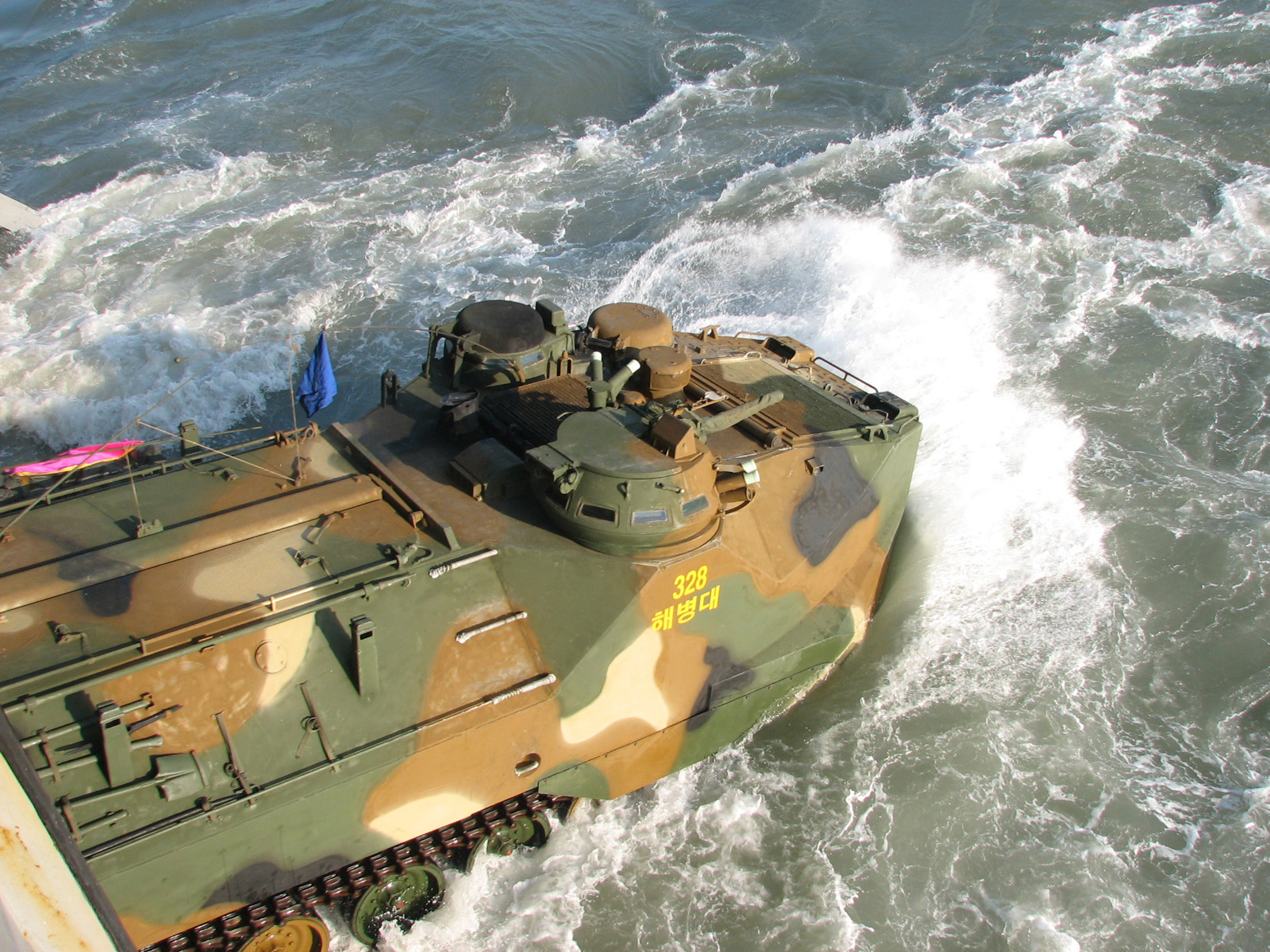
大韓民國海軍陸戰隊的兩棲突擊載具從美國朱諾號船塢登陸艦上下水搶灘，2006年鷂鷹演習

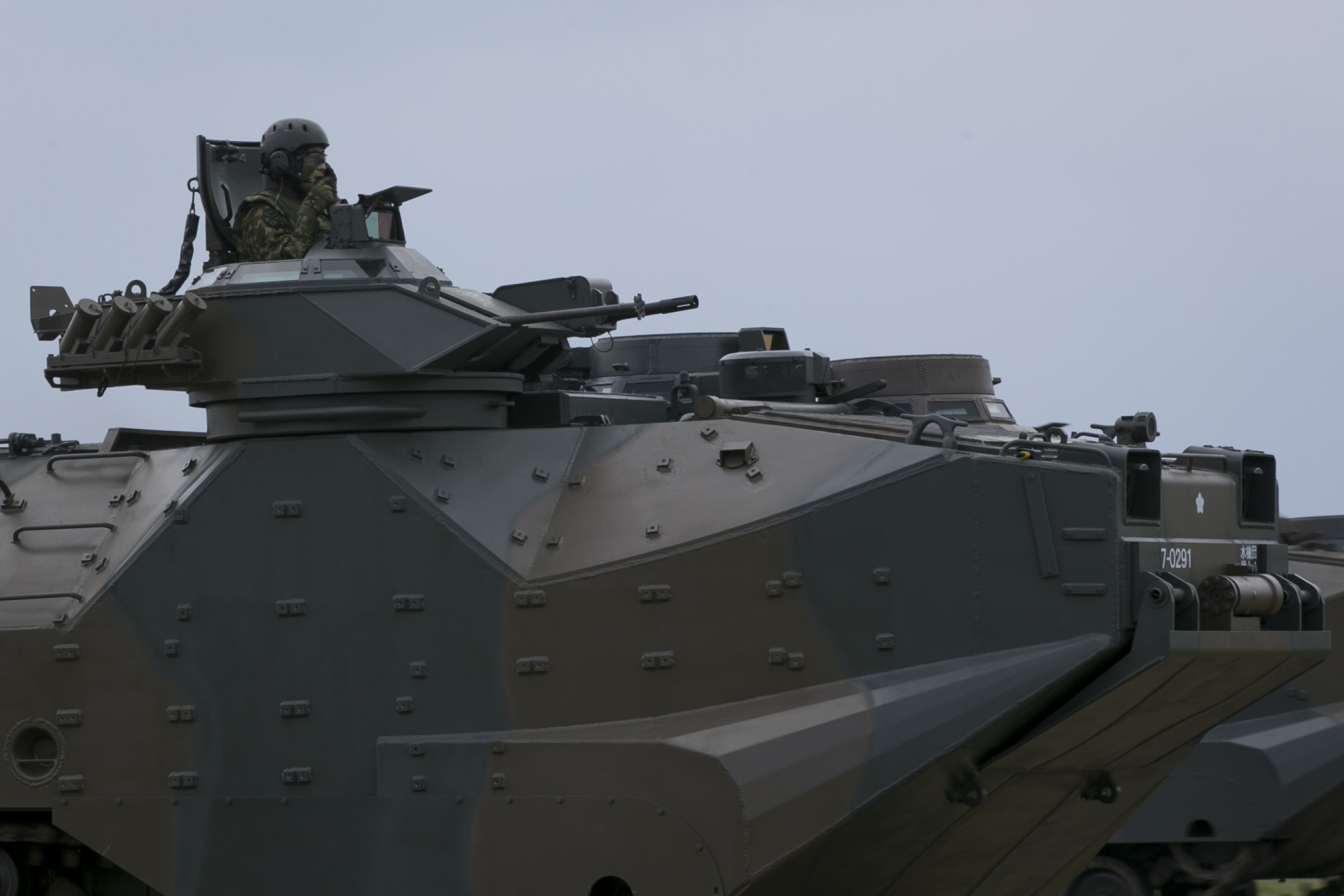
日本陸上自衛隊水陸機動團的兩棲突擊載具，2018年水陸機動團創團典禮

早在1982年，阿根廷就派20輛LVTP-7參加福克蘭戰爭，戰爭結束之前就全數回到阿根廷本土。AAV-7A1（即LVTP-7）在伊拉克戰爭中運用廣泛，主要用於第一次波斯灣戰爭（Persian Gulf War）和恢復希望行動（Operation Restore Hope）。然而相較於M2布萊德雷戰鬥車，AAV-7A1貧弱的防護力總是成為乘組員和搭載的士兵抱怨的原因。多輛AAV7-A1曾在納西里耶戰鬥中被地雷、火箭推進榴彈（RPG）、迫击砲、戰車和大砲的攻擊中破壞或摧毀。，其中於2005年8月3日，14名陸戰隊員連同所乘坐的兩棲突擊載具由3枚堆疊在一起的反戰車地雷摧毀。後來加裝由以色列拉斐爾（Rafael）公司發展的附加裝甲套件（Applique Armor Kit）以抵擋諸如RPG之類的攻擊。

## 取代
遠征戰鬥載具（Expeditionary Fighting Vehicle，EFV）原名先進兩棲突擊載具（Advanced Amphibious Assault Vehicle，AAAV），於2003年9月10日更名。
遠征戰鬥載具是一輛兩棲裝甲人員運輸車（Amphibious Armored Personnel Carrier, AAPC），設計來取代現役的兩棲突擊載具，是美國海軍陸戰隊最優先的地面武器系統發展計畫。相較於現役的兩棲突擊載具，EFV設計目標是要將一個完整編制的海軍陸戰隊步兵班從地平線外的兩棲突擊艦直送上岸，並擁有等於或大於M1艾布蘭（Abrams）式主力戰車的敏捷性、生存性和地面機動力。設計將擁有三倍的水面行進速度和兩倍的裝甲防禦力，以及更佳的敵火下生存能力。
遠征戰鬥載具原定將於2015年完成發展並進入美國海軍陸戰隊服役。但是2011年1月前美國國防部長羅伯特·蓋茨宣布將放棄EFV計畫，2012年美國海軍正式終止EFV研發；2018年6月，美國海軍陸戰隊宣布將採購BAE陸地系統/依維科團隊的SuperAV裝甲車兩棲改良型研發計畫以取代AAV-7，但ACV計畫要到2023年才會完全交付1.1版的工程開發原型車，性能與AAV-7相等的1.2版實際量產尚未確定，AAV-7家族可能得持續服役到2030年以後。但2021年12月15日，美國海軍學會新聞網(USNI News)報導，海軍陸戰隊宣布，除非在緊急情況下，否則將決定永久停止任何水上行動，換言之在ACV全數換裝到位前，美軍將暫時沒有兩棲載具可供使用

## 使用國家
- 美國海軍陸戰隊 － 1,311輛。
- 罗马尼亚武装部队 － 21輛[7]

美國國防安全合作局（DSCA）2023年7月27日發布最新一筆軍售公告，宣布美國國務院已批准向羅馬尼亞出售21輛兩棲突擊車（Assault Amphibious Vehicles, AAV）及相關設備、備用零件，軍售總價達1.205億美元（約新台幣37.83億元）。
- 阿根廷海軍 － 21輛 LVTP-7，曾用於福克蘭群島戰爭，其中約有10輛已經完成局部升級，更換為開拓重工C7柴油引擎。
- 巴西海軍陸戰隊 － 13輛 AAV-7A1、9輛 LVTP-7A1、2輛 LVTC-7A1 和1輛 LVTR-7A1。
- 義大利陸軍 － 35輛 LVPT-7，其中25輛已升級為 AAV-7A1 標準型。
- 大韓民國海軍陸戰隊 － 162輛。

韓國持有的AAV-7最早是1974年軍援的61輛LVPT-7，1985年至1986年又向美國採購的42輛LVTP-7A1。
1993年，韓國政府向美國購得AAV-7A1的在地生產授權，委由韓華技佳生產，稱為KAAV。KAAV的配備武器也全國產化，更換為K6重機槍與大宇K4自動榴彈發射器。KAAV自1998年量產，第一批生產53輛AAV-7、5輛AAVC-7、3輛AAVR-7。第二批次與第三批次的量產總數不明，但目前可知韓國海軍陸戰隊兩個師皆已完成換裝KAAV，並汰換1970年代軍援的LVPT-7，實際保有總數超過160輛以上，為美國以外的最大用戶。
- 中華民國海軍陸戰隊 － 90輛，包含78輛 AAVP-7A1、8輛 AAVC-7A1、4輛 AAVR-7A1。

美國布希政府於2001年4月批准出售 AAV-7A1 兩棲突擊載具給中華民國，中華民國海軍陸戰隊以代號「飛馬計畫」規劃採購相關事宜，並自2003年起著手規劃換裝，總經費為新台幣61億元。由於美軍的 AAV-7 早已停產，車輛來源得由美國海軍陸戰隊裡的退役車中挑選，並由BAE陸地裝備部門承包翻修與現代化工程至 RAM／RS 構型，相關經費總價1.28億美金。翻修完畢的 AAV-7 在2005年7月與12月分兩梯次運回，2006年3月28日舉行換裝典禮，由中華民國海軍司令林鎮夷二級上將主持。服役後取代部分現役的 LVTP-5，分別部署在新北市林口區與高屏地區各27輛（1個加強登陸步兵營），分屬2個陸戰旅（66旅及99旅）。這批54輛兩棲突擊載具中，包含48輛人員運輸車（AAVP-7A1）、4輛指揮車（AAVC-7A1）與2輛救濟車（AAVR-7A1）。2013年11月，中華民國海軍在立法院回答立委質詢時表示，將在2014-2019年間，以新台幣50億元，向美方再採購 AAV-7 的二手車；並因為陸戰隊裁簡，採購規模縮小，由原定的65輛降為36輛。
2015年12月17日，美國歐巴馬政府批准出售36輛 AAV-7A1 與配套之EAAK裝甲組件給中華民國，包含翻修工程、後續訓練支援等項目總價3.75億美金。
2018年6月22日，美國國防部公布英國航太系統（BAE Systems）將提供中華民國必要的材料與技術工程以打造、整合、測試並交付36輛 AAV7A1 兩棲突擊車（Amphibious Assault Vehicle，AAV），為價值8,360萬美元（約25億台幣）的合約。據《詹氏防務周刊》（Janes Defence Weekly）26日報導，合約中包括30輛運兵車，4輛指揮車，以及2輛兩棲搶救車。2020年交付24輛、2021年12輛，兩梯次運回。
- 西班牙海軍陸戰旅（BRIMAR） － 19輛，包含16輛 AAVP-7A1、2輛 AAVC-7A1、1輛 AAVR-7A1。
- 泰國皇家海軍陸戰隊 － 36輛。
- 委內瑞拉海軍 － 11輛，包含9輛 AAVP-7A1、1輛 AAVC-7A1、1輛 AAVR-7A1。
- 日本陸上自衛隊 － 58輛，包含46輛 AAVC-7A1、6輛 AAVR-7A1、6輛AAVR-7A1。

自衛隊使用的 AAV-7 同樣由退役車翻修，為符合日本法規，因此增裝海上航行燈。此外自衛隊的AAV-7與它國相異的特徵是砲塔裝設的煙幕彈發射裝置換用自衛隊戰車上普遍配備的四連裝發射器。
日本採購的AAV-7分5年編列，平成25年（2013）採購4輛 AAV-7A1RAM／RS、總價25億日圓、平成26年（2014）採購1輛 AAVC-7A1、1輛 AAVR-7A1，總價17億日圓，平成27年（2015）編列採購24輛 AAV7A1 RAM/RS、3輛AAVC-7A1、3輛 AAVR-7A1，編列預算203億日圓，平均一輛運兵車型6.7億日圓（2015年匯率約555萬美金）。平成28年（2016年）採購9輛運兵車、1輛指揮車、1輛回收車，編列預算78億日幣；平成29年（2017年）採購9輛運兵車、1輛指揮車、1輛回收車，編列預算85億日幣。
- 智利海軍陸戰隊 － 12輛（10 AAVP-7A1，1 AAVC-7A1，1 AAVR-7A1），預定2014年交車.[16]。
- 菲律賓海軍陸戰隊 － 在2016年4月以總價22.3億菲律賓披索（616億韓元）採購8輛韓華技佳製造的 KAAV-7A1。[17]
- 印尼海軍陸戰隊（英语：Indonesian Marine Corps） － 2009年11月10日，南韓捐贈10輛自美國軍援獲得的 LVTP-7A1 供印尼運用。

## 外部連結
- （英文）—BAE系统兩棲突擊載具官方页面（页面存档备份，存于）
- AAV Fact File at the official USMC website
- FAS AAV article（页面存档备份，存于）
- Paper regarding high energy lasers and the MTU
- Images of the MTU
- USMC Amtrac Association Website（页面存档备份，存于）